# Kanton Moÿ-de-l'Aisne
Kanton Moÿ-de-l'Aisne (fr. Canton de Moÿ-de-l'Aisne) byl francouzský kanton v departementu Aisne v regionu Pikardie. Tvořilo ho 17 obcí. Zrušen byl po reformě kantonů 2014.

## Obce kantonu
- Alaincourt
- Benay
- Berthenicourt
- Brissay-Choigny
- Brissy-Hamégicourt
- Cerizy
- Châtillon-sur-Oise
- Essigny-le-Grand
- Gibercourt
- Hinacourt
- Itancourt
- Ly-Fontaine
- Mézières-sur-Oise
- Moÿ-de-l'Aisne
- Remigny
- Urvillers
- Vendeuil